# Evangelische Kirche (Colonnowska)

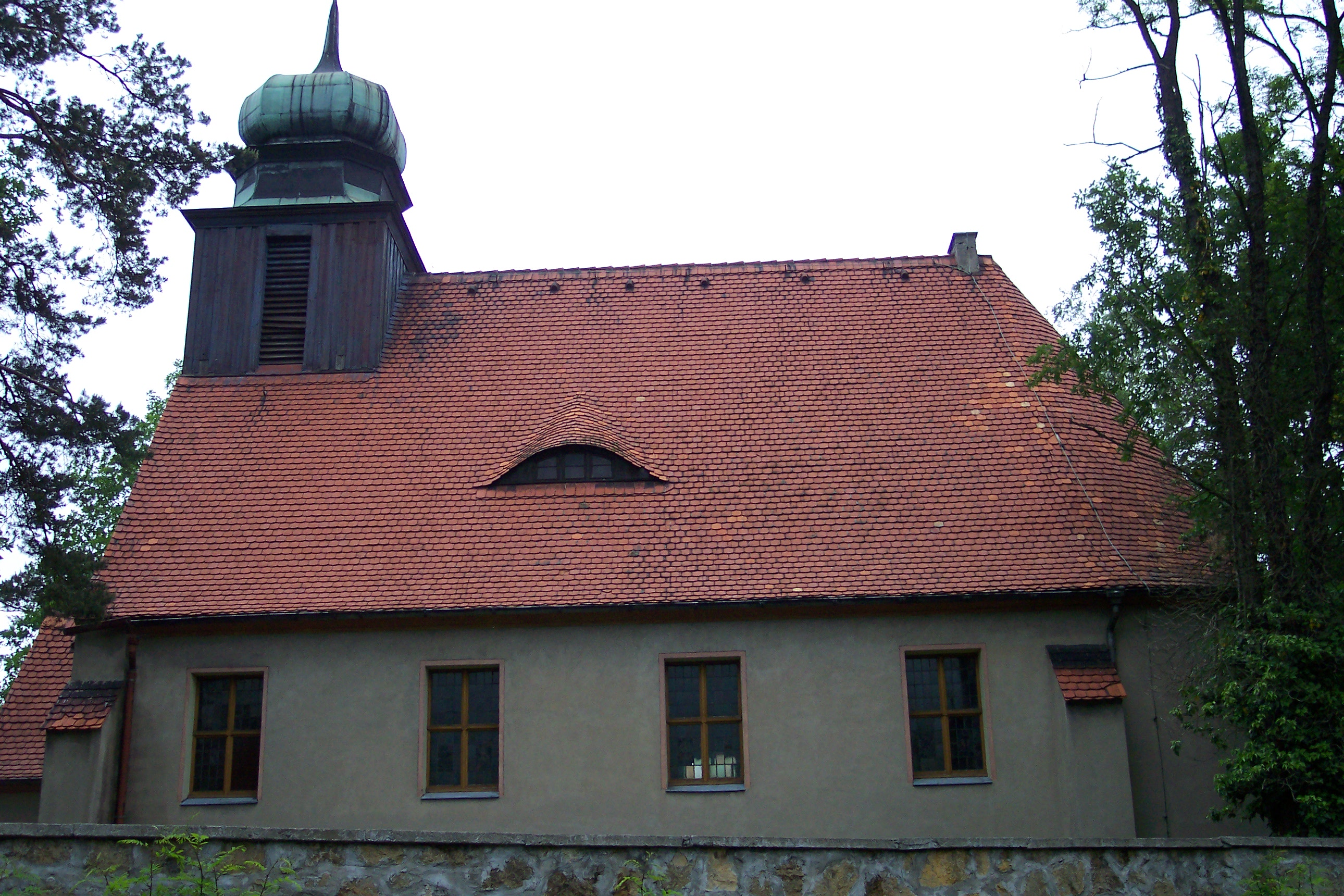
Die Evangelische Kirche

Die Evangelische Kirche im oberschlesischen Colonnowska ist eine evangelische Filialkirche. Die Kirche im modernen Stil stammt aus dem 20. Jahrhundert. Die Evangelische Kirche gehört der Evangelisch-Augsburgischen Gemeinde in Groß Lassowitz. Sie befindet sich an der Ulica ks. Czerwionki im Stadtteil Vossowska.

## Geschichte
Die Protestanten von Vossowska und Kolonnowska wurden zunächst durch Pastoren aus Malapane und später aus Groß Strehlitz betreut. Ende 1832 begann man mit Gottesdiensten in der Aula der katholischen Schule. Am 1. Mai 1846 wurde eine eigene evangelische Schule in Kolonnowska eröffnet, die zum neuen Mittelpunkt der evangelischen Gemeinde wurde. Da der Pastor aus Groß Strehlitz nur paarmal im Jahr nach Kolonnowska kam, fanden die Gottesdienste nur sporadisch statt.
Da Malapane näher lag als Groß Strehlitz, wurden die örtlichen Protestanten auf eigenen Wunsch seit Ende 1861 wieder durch die Gemeinde in Malapane betreut. Während das Hüttenwerk in Zawadzki immer mehr an Bedeutung gewann und dort die Zahl der Protestanten anwuchs, verlor Kolonnowska an Bedeutung und auch die Zahl der Protestanten verringerte sich.
1928 wurde schließlich eine eigene Kirche in Vossowska erbaut. Diese wurde neben dem kommunalen Friedhof von 1833 angelegt. Das Grundstück wurde Ende 1927 von den Hüttenwerken gekauft. Das Bauprojekt wurde durch den Baurat Reck aus Oppeln ausgeführt. Am 1. November 1928 wurde sie durch den evangelischen Generalsuperintendenten Otto Zänker eingeweiht. Auf dem Kirchengrundstück wurde auch ein evangelischer Friedhof angelegt. Im Zweiten Weltkrieg wurden die Kirchenglocken zu Kriegszwecken eingeschmolzen. Seitdem verblieb sie ohne Glocken. Nach dem Krieg wurde die evangelische Kirchengemeinde zunächst aufgelöst.
2012 wurde die Orgel durch Einbrecher beschädigt und Metallteile davon geraubt. Sie stammte noch aus der Zeit der Erbauung der Kirche und wurde 1929 durch die Firma Sauer ausgeführt. Derzeit finden alle zwei Wochen Gottesdienste statt. Die Kirche befindet sich momentan auf der Vorschlagsliste für die Aufnahme als Kulturdenkmal.

## Architektur
Bei der Evangelischen Kirche handelt es sich um ein modernes Bauwerk, aber in traditioneller Weise gestaltet, mit einer verputzten Fassade ohne Dekorationselemente. Sie besitzt einen einzelnen Kirchturm aus Holz als Dachreiter über dem Eingang mit einer Zwiebelhaube.
Die Eingangstüren der Kirche sind mit zwei Sternen dekoriert.